# Pfarrkirche Neumarkt im Mühlkreis

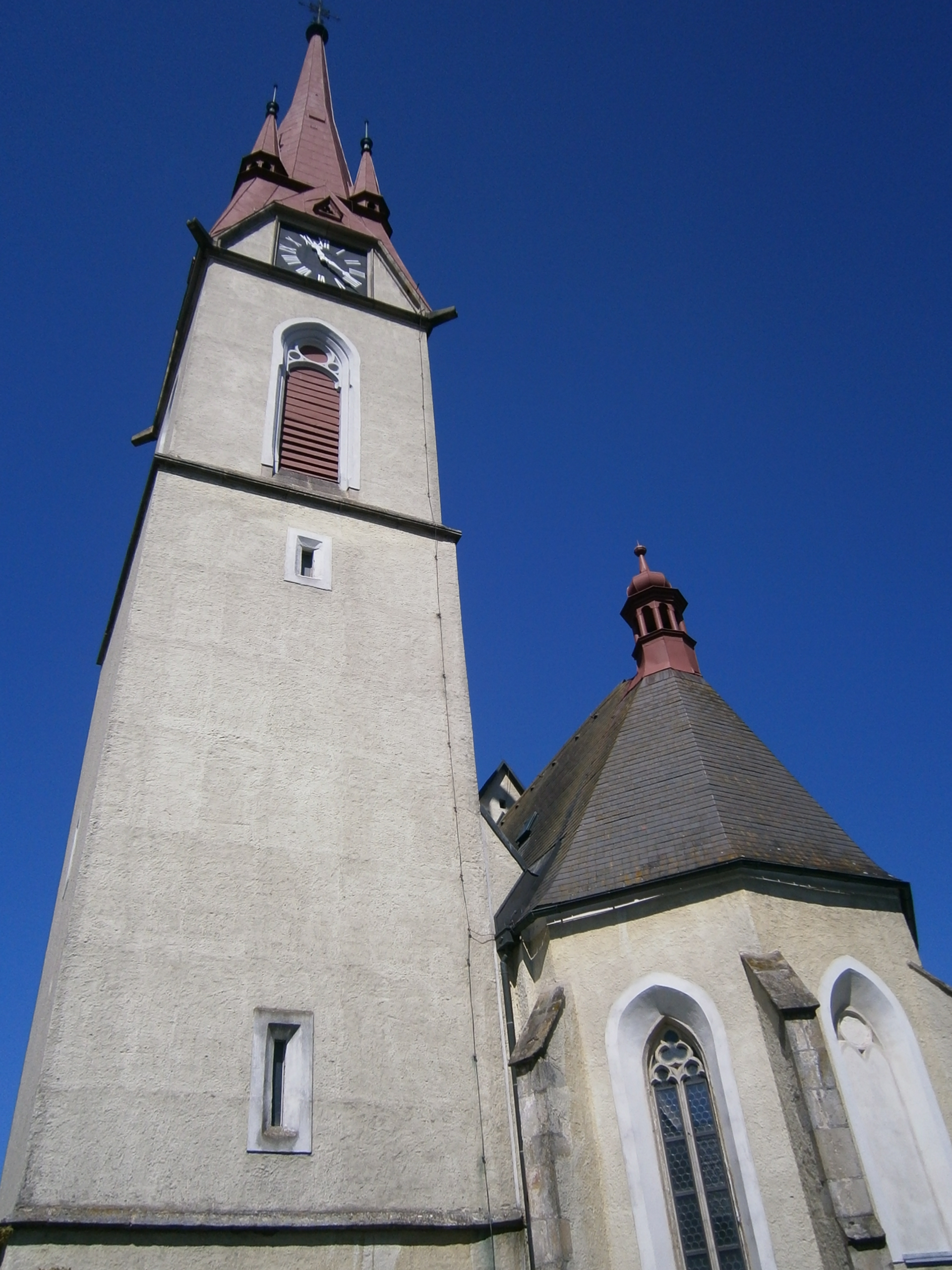
Katholische Pfarrkirche hl. Jakobus der Ältere in Neumarkt im Mühlkreis

Die römisch-katholische Pfarrkirche Neumarkt im Mühlkreis steht leicht erhöht im Norden des Marktplatzes in der Marktgemeinde Neumarkt im Mühlkreis im Bezirk Freistadt in Oberösterreich. Die dem Patrozinium hl. Jakobus der Ältere unterstellte Pfarrkirche gehört zum Dekanat Freistadt in der Diözese Linz. Die Kirche steht unter Denkmalschutz (Listeneintrag).

## Geschichte
Urkundlich wurde 1147 eine Pfarre genannt. 1296 wurden St. Katharina in Freistadt und St. Peter in Schenkenfelden als Filialen genannt, später auch Hirschbach im Mühlkreis. Die Pfarre unterstand der Vogtei des Landesfürsten, die Freistädter Kirchen der Vogtei der Stadt. Die Streitigkeiten mit dem mächtigen Freistadt um die Pfarre führten wohl um 1260 zur Verlegung des Pfarrsitzes nach Freistadt. Im 14. bzw. 15. Jahrhundert wurde ein Freistädter Kaplan in Neumarkt genannt. Die Neugründung der Pfarre Neumarkt erfolgte 1891.
Vom romanischen Vorgängerbau ist die Ostwand des Langhauses erhalten. Der Neubau des Chores und des Turmuntergeschoßes erfolgte um die Mitte des 14. Jahrhunderts, das Langhaus wohl mit Einwölbung bis 1500. Der Anbau einer barocken Westfront entstand 1731. 1885 wurde der Turm  nach den Plänen von Raimund Jeblinger um ein neugotisches Geschoß mit Spitzbogenfenstern aufgezont. 1889 folgte die Erweiterung der spätgotischen Sakristei nach Norden. Die Kirche wurde 1929 innen und 1988 innen und außen restauriert.

## Architektur
Das Kirchenäußere zeigt am Langhaus und Chor eine Fassade mit Putzgliederung, die gotischen und neugotischen Bauteile zeigen Faschen und Gesimsbänder, barocke Teile mit Putzbandgliederung. Die gotischen Strebepfeiler haben Kaffgesimse und Dreiecksgiebel. Die Maßwerkfenster des Langhauses sind zwei- und dreibahnig. Die Rundfenster sind neugotisch. Der Chor hat ein- und zweibahnige Maßwerkfenster. Das Maßwerk wurde 1731 entfernt und 1890 rekonstruiert. Das nordseitige spätgotische Schulterportal um 1500 ist verstäbt. Die barocke Westfront der Vorhalle hat ein Portal mit einem geschwungenen Sturz und Verdachung. Die großen Fenster sind leicht stich- und rundbogige bzw. Rundfenster, alle mit barocken Gittern versehen. Südseitig gibt es einen barocken Portalvorbau mit einem breiten Ohrenfaschenportal. Die kassettierten Bronzetür schuf Peter Dimmel 1993. Die sechs Reliefs erzählen Ereignisse aus der Vita des hl. Jakobus des Älteren. Steile Satteldächer decken Chor und Westanbau. Das Langhaus deckt ein Walmdach mit barocken Dachstühlen. Über dem Chorschluss befindet sich ein Dachreiter. Der dreizonige Südturm trägt einen neugotischen Spitzhelm mit vier Seitentürmchen. Die Maßwerkfenster im Schallgeschoß sind ein Werk des Architekten Raimund Jeblinger aus dem Jahr 1885. Die Uhr entstand 1909. Westlich am Turm befindet sich ein runder spätgotischer Treppenturm mit einem Kegeldach. Die nordseitige Sakristei hat gotische Spitzbogenfenster und östlich zwei dreiteilige gestaffelte Fenster aus dem Jahr 1899.
Die Kirche ist innen gegliedert durch eine barocke, querweite Vorhalle, gefolgt von einer hohen, dreischiffigen Halle, die durch vier Joche gegliedert ist. Das Langhaus wird überspannt von einem Sternrippengewölbe über oktogonalen Pfeilern und kräftigen, profilierten Scheidbögen. Der einjochige gotische Chor mit einem Fünfachtelschluss hat ein Kreuzrippengewölbe auf schlichten Konsolen.
Die Wandmalereien im Chorgewölbe aus der Mitte des 14. Jahrhunderts zeigen in den Gewölbefeldern bunte Sterne und marmorierte Rippen, die Schlusssteine zeigen gemalt Stern bzw. Blüte und bei letzterem seitlich das Haupt Christi. Die Brüstungsfelder der Westempore zeigen barocke Wandbilder der Apostel in Halbfigur vom Maler Franz Prunner 1719. Die Glasmalereien zeigen im Chor und Langhaus Jugendstil-Glasfenster mit floralen Motiven, das dreibahnige Maßwerkfenster im Chor mit Maria im Strahlenkranz und zwei die Krone präsentierenden Engeln im Bogenfeld nennt 1905.

## Ausstattung
Die Altäre schuf Josef Untersberger als geschnitzte neugotische Nischenretabel mit Figuren unter Baldachinen sowie Wimpergaufsätzen und floraler Ornamentik. Der Hochaltar aus 1881 trägt die Figuren der Heiligen Petrus, Jakobus der Ältere, Paulus, darüber Christus von zwei Engeln flankiert. Seitlich des Hochaltares sind zwei barocke Engel aus dem ersten Viertel des 18. Jahrhunderts, welche aus der ehemaligen Tannbergkapelle hierher übertragen wurden. Das ehemalige Hochaltarbild hl. Jakobus der Ältere schuf Johann Spillenberger 1677. Der rechte Seitenaltar hl. Josef aus 1887 trägt die Figuren des Heiligen Josef mittig und seitlich Herz Jesu und Herz Mariä. Der linke Seitenaltar Maria Lourdes aus 1884 trägt die Figuren der Heiligen Maria flankiert von Aloisius von Gonzaga und Agnes.
Das spätgotische polygonale Taufbecken aus der Mitte des 15. Jahrhunderts mit einer Aufsatzgruppe Taufe Jesu durch Johannes den Täufer geschaffen von Josef Untersberger 1887. Der Opferstock mit Blütenreliefs nennt 1668. Drei Fastentücher vom Maler Marius Miller 1720 zeigen die Dornenkrönung, Pietà und Christus an der Geißelsäule.
Die Orgel baute Johann Pirchner 1968. Das spätbarocke Gehäuse aus dem Jahr 1771 ist ein Werk von Franz Lorenz Richter und besteht aus einem typischen dreitürmigen Hauptwerkskasten und einem dreifeldrigen Brüstungspositiv. Eine Glocke nennt 1854.

## Grabdenkmäler
- Im Turm ein barocker Grabstein von Vikar Johannes Purgstaller gestorben 1737.